# M2 Hyde
Hyde M2 — американский пистолет-пулемет, первая конструкция которого (Hyde M1) была запатентована в 1935 году Джорджем Хайдом (также, есть сведения о том, что в разработке принимал участие Фредерик Сампсон). Первый Hyde M1 был испытан на Абердинском полигоне в феврале 1941 года, после чего ПП заинтересовалась компания General Motors Inland Manufacturing Division и приступила к разработке конструкции, которая должна была пойти в массовое производство. Сборка ПП от General Motors Inland Manufacturing Division, впервые была испытана в апреле 1942 года и получила название Hyde-Inland М1. Испытания показали, что конструкция превосходила M1 Carbine в испытаниях на изнашиваемость, а её точность при автоматической стрельбе была лучше, чем у любого другого пистолета-пулемета, испытанного в то время. После успешных испытаний первой версии, началась разработка Hyde-Inland 2, которая должна была если не превзойти, то достичь показателей ПП Томпсона и пойти на вооружение ВС США. Правда, версия М2, производство которой доверили Marlin Firearms, так и не смогла достичь нужных показателей, да и в одно время с ней время появились более простые и дешёвые ПП М3, из-за чего, ни один из примерно 400 изготовленных ПП не был куплен ВС США.

## Конструкция
Hyde M2 — работал по достаточно простому принципу, но тем не менее, его было довольно трудно производить. Ствол был сделан из толстой стали и его нужно было практически полностью делать и обрабатывать в ручную, что требовало большого количества времени и денежных затрат, именно поэтому армия США приняла на вооружение ПП М3 с простым штампованным стволом из листового металла. Также, как и американский ПП Томпсон и финский ПП Suomi, Hyde M2 имел форму с большим диаметром задней и тонкой передней секцией. В отличие от цельнометаллического ПП М3, Hyde M2 имел деревянную рукоятку и цевьё, что конечно было удобно, но опять же требовало большего количества времени и денежных затрат на производство.